# پیسز آی‌وی
پیسز آی‌وی (به انگلیسی: Pisces IV) یک زیردریایی است که طول آن ۶٫۱۰ متر (۲۰ فوت ۰ اینچ) و ارتفاع آن ۳٫۳۵ متر (۱۱ فوت ۰ اینچ) می‌باشد. این زیردریایی در سال ۱۹۷۳ ساخته شد.